# イオンモール
イオンモール（英: AEON MALL）は、イオングループが運営する「モール型ショッピングセンター」および「大型ショッピングセンター」のブランド名。
本項では、イオンモールの運営企業であるイオンモール株式会社（英: AEONMALL Corporation.）についても記述する。

## ブランド名としてのイオンモール
従前イオングループが展開していた大規模ショッピングセンター（以下SC）については、施設の運営やその時代背景により「イオン○○ショッピングセンター」、「ジャスコシティ」などの「○○シティ」、「ダイヤモンドシティ」、「アイモール」などの「○○モール」等の業態で展開し、モール型SC・総合スーパー型SC・ネイバーフッド型SCに至るまで同一のブランド名を名乗っていた。他にも一部のネイバーフッド型ショッピングセンターでは「イオンタウン」「イオンスーパーセンター」などの名称を名乗り、形態別での差別化を企図する場合もあったことから、種別で統一されていなかった。
2007年8月に行われたイオンモールとダイヤモンドシティの合併で、両者のSC名が「イオンモール」に統一された。さらに2011年度からはイオンリテールが運営する「イオン○○SC」のうち、モール型のものに関しては季節セール企画を統一化するなどの対応を行ってきた。2011年9月にはロックタウンが「イオンタウン」に社名変更するとともに、ネイバーフッド型SC（食品スーパーが核店舗）の店舗ブランドも「イオンタウン」へ統一された。2011年11月21日にはイオンリテールなどが運営するモール型SC（総合スーパーが核店舗）が「イオンモール」に統一され、店舗ブランド名でSCの機能を区別することが可能となった。
2012年9月21日、イオンリテールのモール型SC新規開発事業がイオンモールに統合され、今後イオングループのモール型SC開発はイオン北海道、イオン九州、イオン琉球、イオンタウンとイオンモールが担当することになる。また、2013年11月1日にはイオンリテール運営の「イオンモール」（54か所、イオンレイクタウンのmori棟・アウトレット棟を含む）、大型規模の「イオン○○SC」（15か所、ゆみーる鎌取ショッピングセンター、イオンマリンピア専門館を含む）の計69か所の管理・運営がイオンモールに移管（プロパティマネジメント化）。ディベロッパー機能を統合した。
2015年4月には、開業当初マイカルタウンとして営業していた一部の「イオン○○SC」も改装のタイミングで「イオンモール」となり、「イオン桑名ショッピングセンター（旧：マイカル桑名）」は2015年4月17日付で「イオンモール桑名」に、「イオン茨木ショッピングセンター（旧：マイカル茨木）」は同年4月29日付で「イオンモール茨木」に順次名称変更された。
キャッチコピーは「ハピネスモールをいっしょに」（2022年4月 - ）。
店舗例

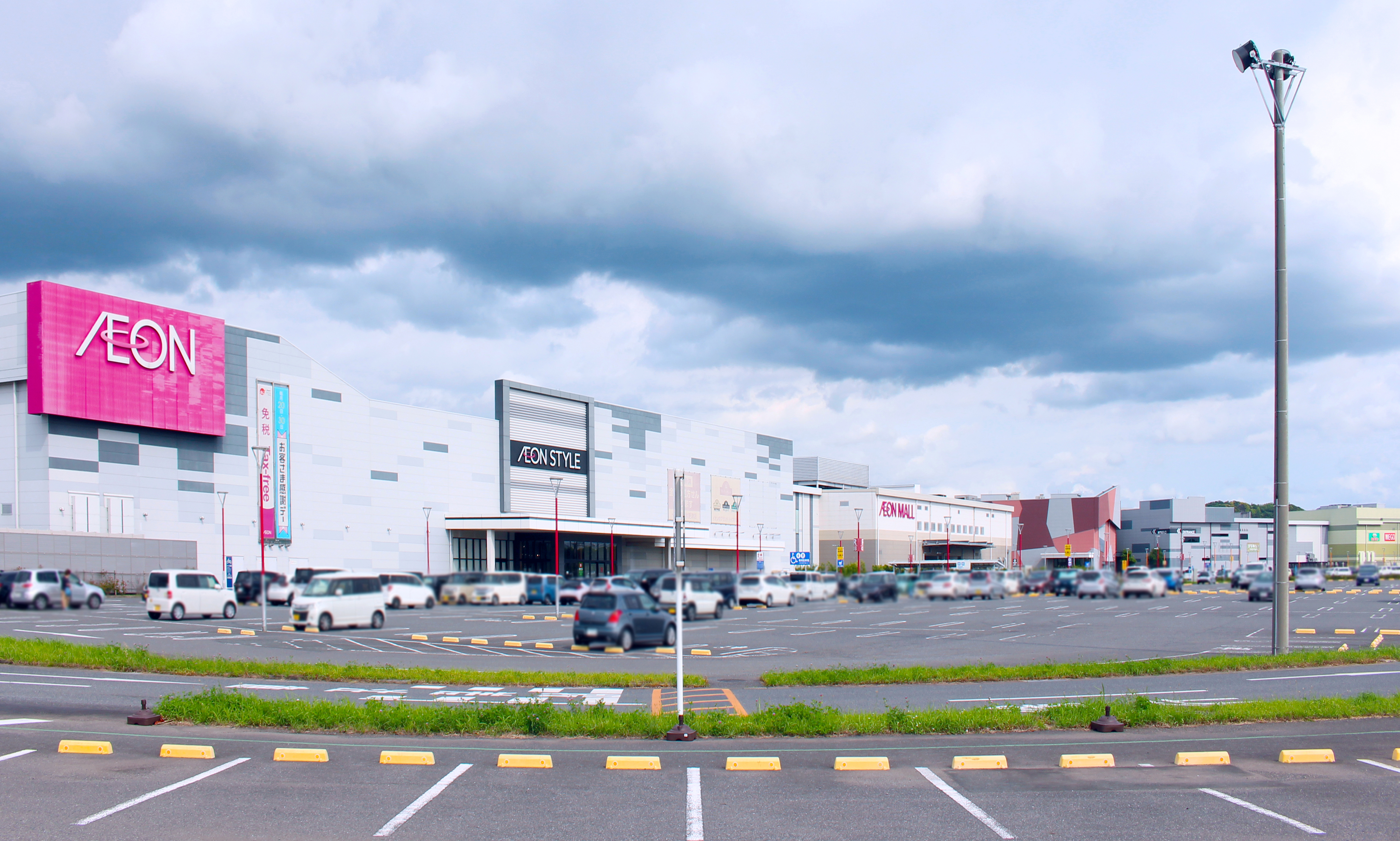
イオンモール木更津 （千葉県木更津市、イオンモール運営）
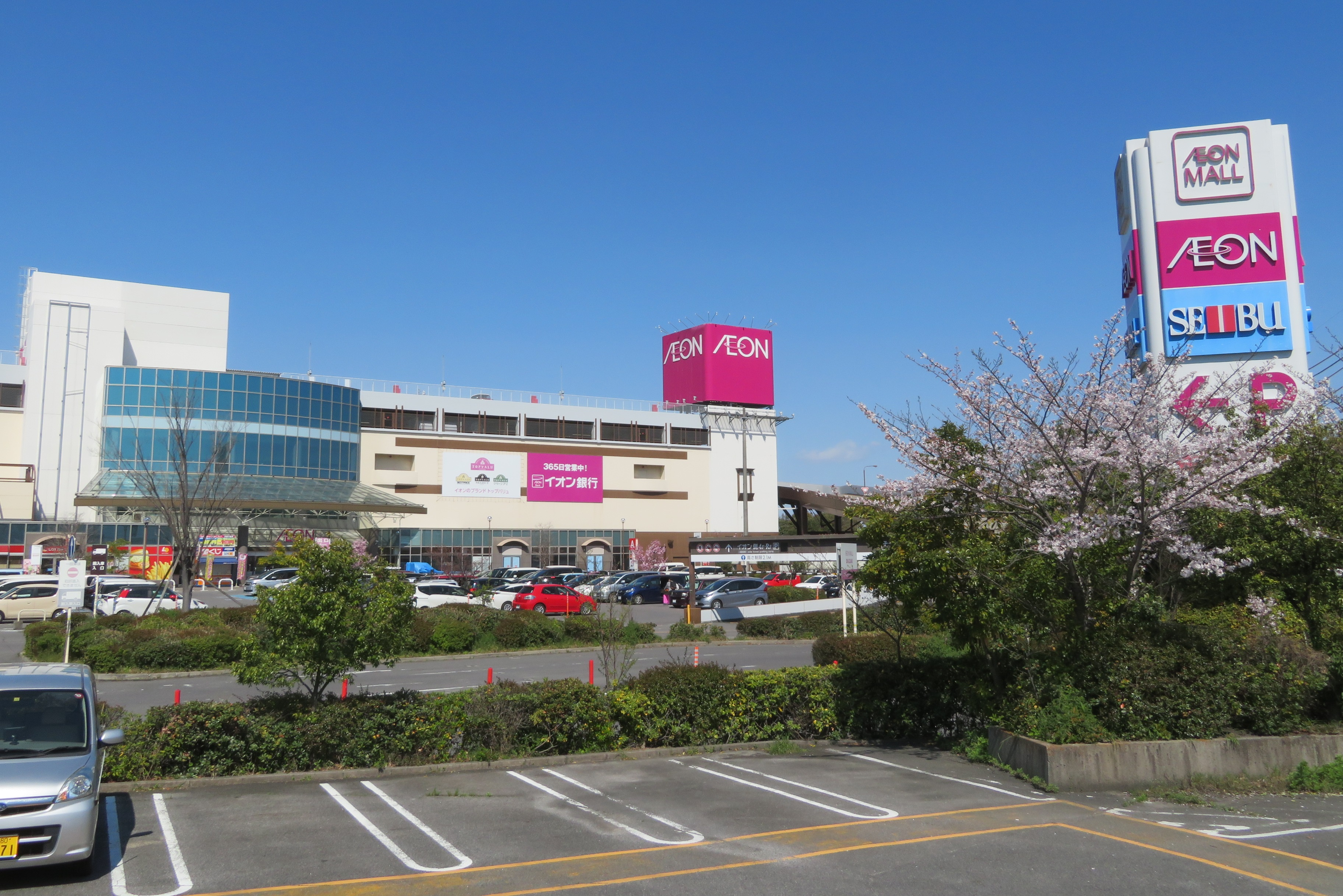
イオンモール岡崎 （愛知県岡崎市、イオンモール運営）
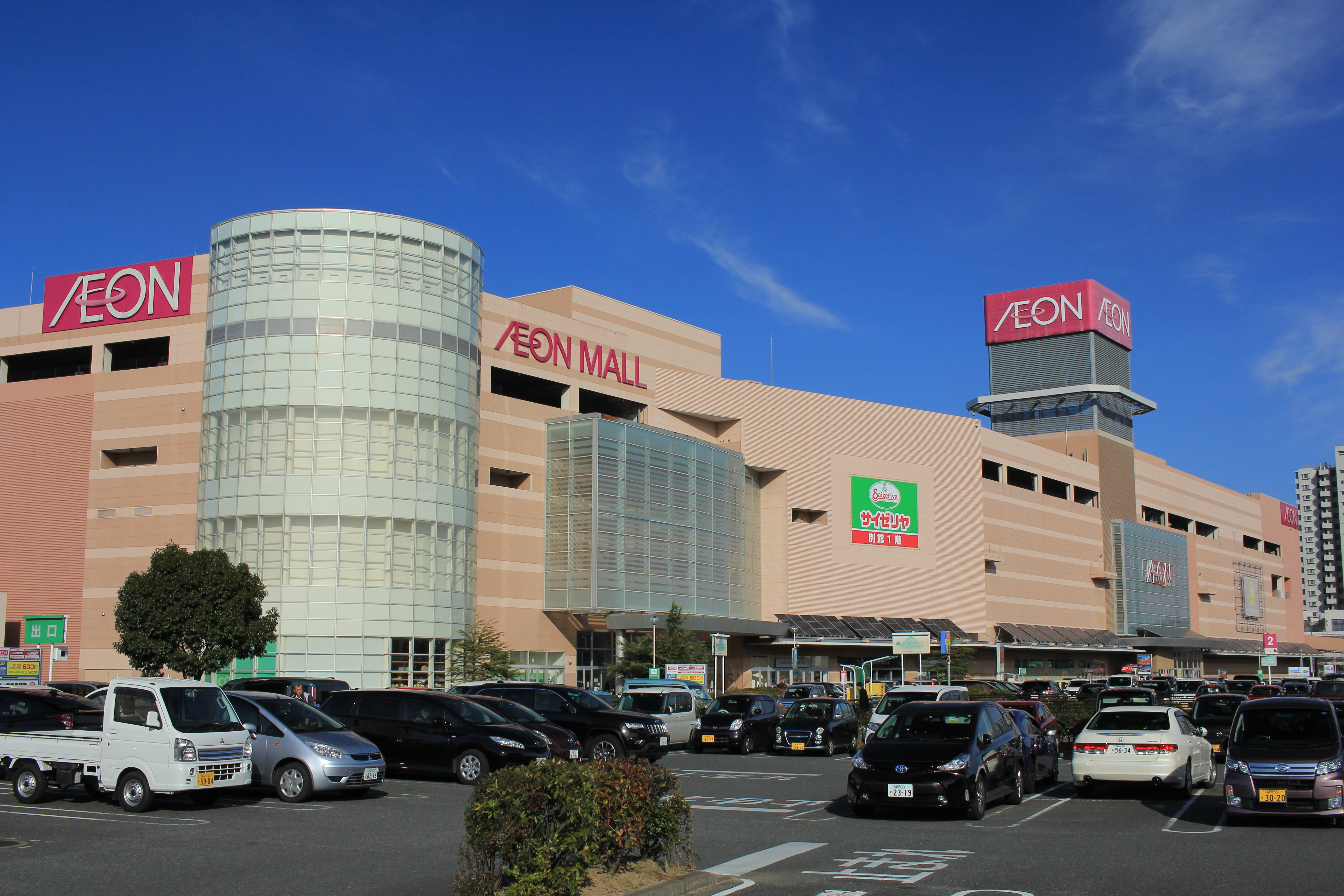
イオンモール福岡伊都 （福岡県福岡市、イオン九州運営）
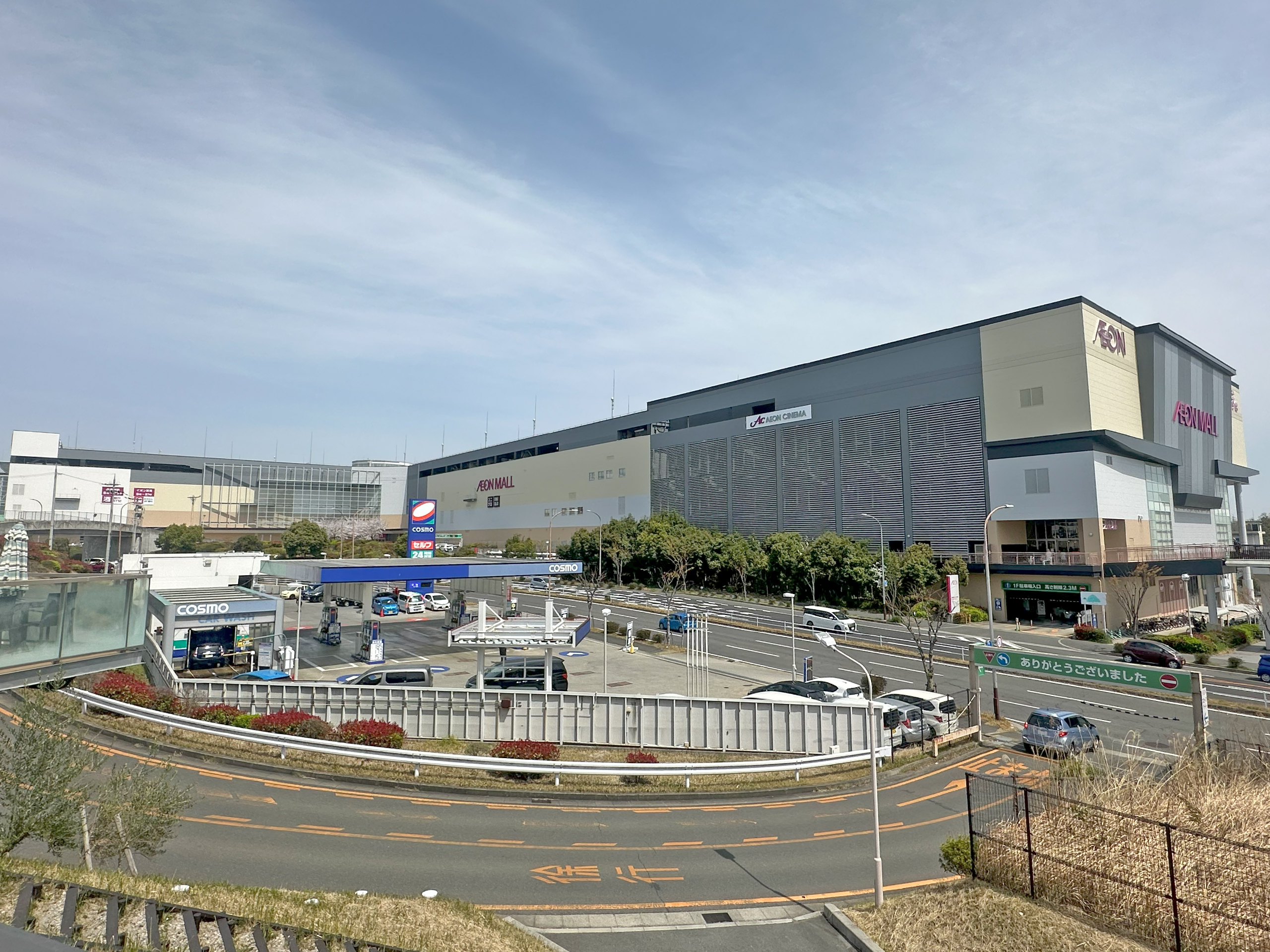
イオンモール高の原 （京都府木津川市、イオンモール運営）
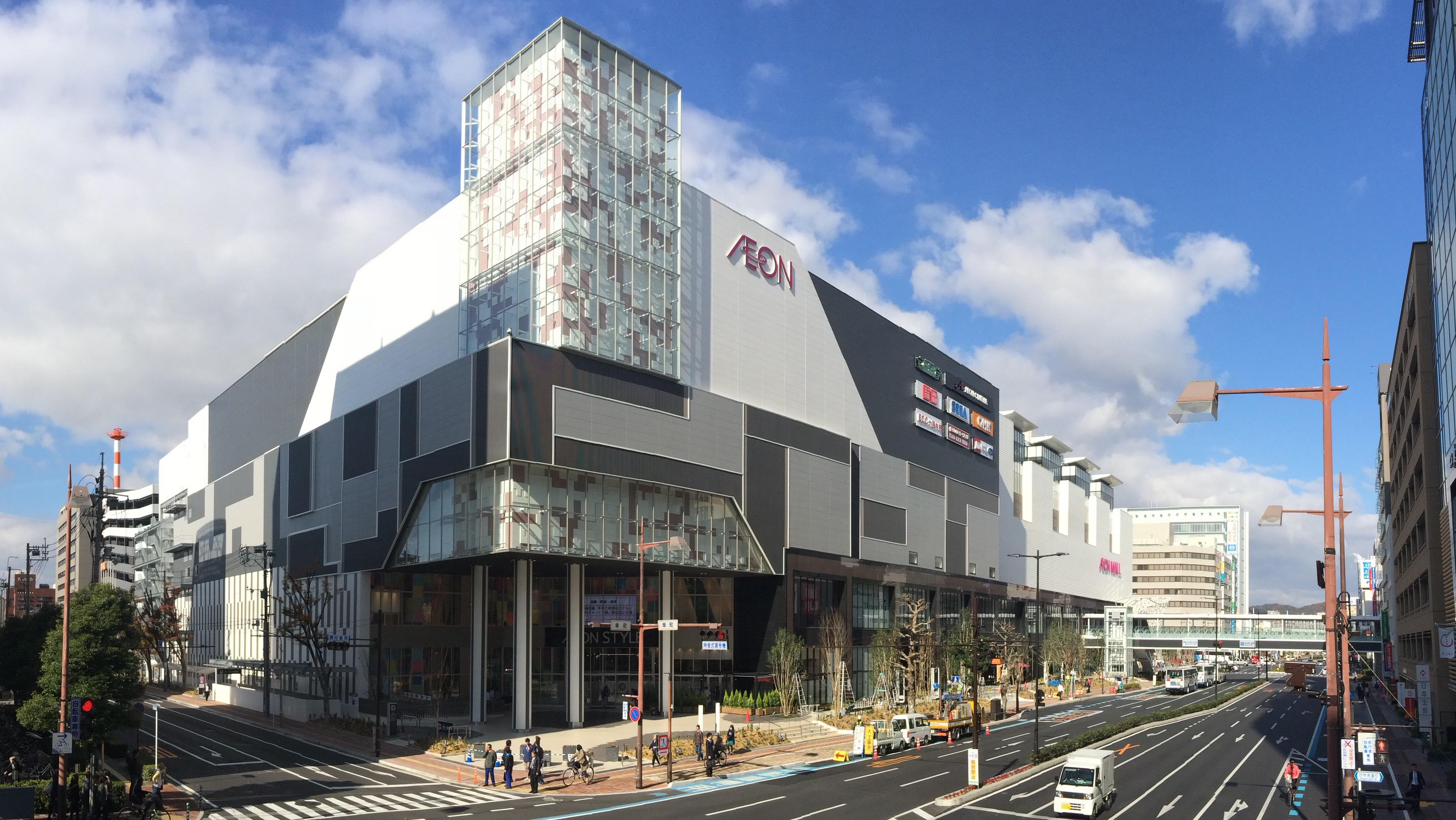
イオンモール岡山 （岡山県岡山市、イオンモール運営）

## イオンモール株式会社
イオンモール株式会社（英: AEON Mall Co.,Ltd.）は、千葉県千葉市美浜区の幕張新都心に本社を置く、ショッピングセンター事業を展開・運営する企業である。商業ディベロッパーとしては日本屈指の規模である。
コーポレートメッセージは、「ひとも、まちも、きらきら」。

### 沿革
- 1911年（明治44年）11月12日 - 生糸商・岐阜繭糸株式会社（ぎふけんし）として創業。
- 1970年（昭和45年）5月28日 - ジャスコ株式会社（現・イオン）に買収される[10]。
- 1973年（昭和48年）
  - 4月20日 - ジャスコ不動産株式会社に商号変更[11]。
  - 8月20日 - ジャスコ不動産がやまとや株式会社、岡惣不動産株式会社を合併し、ジャスコ興産株式会社に商号変更[12][11]。
- 1974年（昭和49年）12月 - 生命保険代理業に進出。
- 1978年（昭和53年）8月 - 酒田ショッピングセンター株式会社、ジャスコパーク株式会社を合併。駐車場事業に進出。
- 1984年（昭和59年）
  - 6月 - 株式会社グリーンシティを合併。
  - 12月 - 仙都地域開発株式会社を合併。
- 1987年（昭和62年）11月18日 - ビルメンテナンス事業部が独立し、株式会社ジャスコメンテナンス（現・イオンディライト）を設立[13]。
- 1988年（昭和63年）2月 - テイサン貝塚ショッピングセンター株式会社を合併。
- 1989年（平成元年）10月 - イオン興産株式会社に商号変更し、ショッピングセンター事業へ進出する[12][14]。
- 1992年（平成4年）11月28日 - 青森県西津軽郡柏村（現・つがる市）にSC1号店であるイオン柏ショッピングセンターを開業[15]。
- 1993年（平成5年）
  - 9月10日 - 秋田県秋田市に東北地方最大級のショッピングモール・イオン秋田ショッピングセンターを開業。
  - 9月25日 - 千葉県富津市に南房総最大級のショッピングモール・イオン富津ショッピングセンターを開業。
- 1995年（平成7年）4月22日 - 青森県下田町に青森県2店目であるイオン下田ショッピングセンターを開業。
- 1996年（平成8年）11月29日 - 三重県鈴鹿市のカネボウ工場跡地に、東海地方最大級（当時）のショッピングモール・イオン鈴鹿ショッピングセンターを開業[16]。
- 1999年（平成11年）9月21日 - 岡山県倉敷市のクラレ工場跡地に中国地方最大級のショッピングモール・イオン倉敷ショッピングセンターを開業。
- 2000年（平成12年）
  - 3月18日 - 千葉県成田市に千葉県内最大（当時）の大型ショッピングモール・イオン成田ショッピングセンターを開業[17]。
  - 9月22日 - 愛知県岡崎市のジャスコと専門店街で構成されていたジャスコ岡崎南店ショッピングセンターを増床し、西武百貨店とジャスコからなる本格的2核1モール大型ショッピングモール「イオン岡崎ショッピングセンター」（現在のイオンモール岡崎）として拡張。
- 2001年（平成13年）6月21日 - イオンモール株式会社に商号変更[18]。
- 2002年（平成14年）7月24日 - 東京証券取引所市場第一部に上場（SC専業ディペロッパーとしては初）[19]。
- 2003年（平成15年）
  - 8月5日 - 岩手県盛岡市に岩手県初出店であるイオン盛岡ショッピングセンター開業。
  - 12月9日 - 群馬県太田市に群馬県初出店であるイオン太田ショッピングセンター開業。
- 2004年（平成16年）11月12日 - 大阪府泉南市に近畿地方初出店である大型ショッピングモール・イオンりんくう泉南ショッピングセンター開業。
- 2005年（平成17年）11月11日 - 茨城県水戸市に北関東最大（当時）の大型ショッピングモール・イオン水戸内原ショッピングセンター開業。
- 2006年（平成18年）
  - 4月21日 - 千葉県印西市に北総最大級の大型ショッピングモール・イオン千葉ニュータウンショッピングセンター開業。
  - 10月20日 - 群馬県高崎市に群馬県2店目であるイオン高崎ショッピングセンター開業。
  - 11月18日 - 兵庫県神戸市北区に兵庫県初出店であるイオン神戸北ショッピングセンター開業。
- 2007年（平成19年）
  - 8月21日 - 株式会社ダイヤモンドシティを吸収合併[20]。
  - 9月22日 - 施設名称を「イオンモール」に統一（変更例としてイオン秋田SCはイオンモール秋田、ダイヤモンドシティ・エアリはイオンモール名取エアリなど。ただし京都ファミリーとならファミリーはPM物件、大津ショッピングプラザは箱型店舗の為に名称変更を行わない例外はある）。
  - 11月2日 - ダイヤモンドシティとの合併後初出店である「"新生"イオンモール第1号店」を掲げたイオンモール羽生が開業。
  - 11月23日 - 東京都西多摩郡日の出町にイオンモール日の出[注 1]が開業。
- 2008年（平成20年）
  - 2月21日 - 保険代理事業を会社分割により、イオンクレジットサービスの子会社であるエヌ・シー・エス興産へ承継（同社は吸収分割当日にイオン保険サービスへ社名変更）[21]。
  - 12月1日 - 宮崎県都城市に当社運営のSCでは初めて、ダイエーを核店舗にしたイオンモールMiELL都城駅前をグランドオープン（なお、核店舗のダイエーは2015年9月1日に営業権をイオンストア九州へ移管（同社からの事業委託によりイオン九州が運営）し、店舗ブランドをイオンに変更した）。
- 2009年（平成21年）
  - 4月21日 - ダイヤモンドシティ・ワンダーシティ（後のイオンモール名古屋ワンダーシティ）を改築した「mozoワンダーシティ」をオープン。なお、本SCは所有者である三菱商事と共同で再開発し、オープン時にプロパティマネジメント契約物件となったため、SC名に「イオンモール」のブランド名は付かない。ソフトオープンは同年4月13日。
  - 7月24日 - 土浦駅の駅ビル「ペルチ土浦」の運営受託を開始。
- 2010年（平成22年）
  - 6月4日 - 当初の開発会社が開業する予定だった旧称ヴィノワの運営受託を開始（イオンモールKYOTOとして開業。）。
  - 9月1日 - オリックス自動車と共同でカーシェアリングの事業展開を開始。
- 2011年（平成23年）
  - 2月18日 - 当社保有のイオン保険サービス全株式をイオン銀行へ譲渡（これによりイオン銀行がイオン保険サービスを子会社化[22]）。
  - 9月21日 - 広島イーストの商業棟（旧・広島サティ跡）に当社としては初めてマックスバリュを核店舗とした広島段原ショッピングセンターをオープン（本SCは施設所有者である鹿島建設との賃貸借契約によって開業している為、SC名に「イオンモール」のブランド名は付かない。）。
  - 10月21日 - イオンモールのSC名称を「イオンモール+地域名」に統一。これに伴って、旧ダイヤモンドシティ運営のSC及びイオンモール鈴鹿ベルシティ、イオンモールMiELL都城駅前の名称を変更[23][2][注 2]。一部のモール名には店名重複等を回避するため小地名が追加される（なおイオンモール鈴鹿ベルシティは同年10月28日に名称変更、イオンモール熊本クレアはSCのリニューアルオープンに合わせて同年11月18日に名称変更）。
  - 11月21日 - イオン北海道・イオンリテール・イオン九州のモール型SCの名称を「イオンモール」に統一。なお、運営は引き続き各社で行う[24]。
- 2012年（平成24年）
  - 6月29日 - アウトレットモールの先駆けとなった「アウトレットモール・リズム」を一般のオープンモール型ショッピングセンターとして全面改装したショッピングセンター ソヨカふじみ野をオープン（本SCはエス・オー・ダブリューとの共同展開となる為、SC名に「イオンモール」のブランド名は付かない。）。
  - 9月3日 - 当社初のECサイト「イオンモールオンライン」をオープン。
  - 9月21日 - イオンリテールのモール型ショッピングセンター新規開発事業を当社に統合。
- 2013年（平成25年）
  - 4月18日 - 神戸ハーバーランドの『Ha・Re』『神戸阪急』『神戸モザイク』跡を「umie」としてリニューアルオープン。
  - 11月1日 - イオンリテールが運営していたショッピングセンター69ヶ所を当社に移管[3]。
- 2014年（平成26年）
  - 3月16日 - 和歌山県和歌山市に和歌山初出店である大型ショッピングモール・イオンモール和歌山開業。
  - 12月5日 - 岡山県岡山市北区に西日本旗艦店として都市型大規模モール・イオンモール岡山開業（11月29日プレオープン）。
- 2015年（平成27年）
  - 1月30日 - 山梨県甲府市の複合施設「ココリ」とプロパティマネジメント契約を締結[25]。
  - 3月27日 - 北海道旭川市に当社運営SCの北海道1号店であるイオンモール旭川駅前をオープン[注 3][26]。
  - 4月25日 - 沖縄県中頭郡北中城村に当社運営SCの沖縄県1号店であるイオンモール沖縄ライカムをオープン[27]。
- 2016年（平成28年）
  - 3月1日 - 株式会社OPAを完全子会社化[28]。
  - 12月16日 - 北海道札幌市厚別区にあるサンピアザの核店舗の一つである「カテプリ」（旧・イオンカテプリ新さっぽろ店）の運営を建物転借によりイオン北海道から移管し[29]、当社として運営開始[30]（ただし、その後の2024年6月30日をもって同所の運営から撤退[31]）。
- 2018年（平成30年）4月27日 - 新業態としてTHE OUTLETS HIROSHIMAを開業[32]。
- 2021年（令和3年）3月1日 - 完全子会社のOPAを吸収合併、OPAが運営していた店舗の一部の運営を継承。継承されなかった残りの店舗は新しく設立されたOPA（2代目）に引き継がれた。
- 2022年（令和4年）4月4日 - 東京証券取引所の市場区分の見直しにより、東京証券取引所の市場第一部からプライム市場に移行。
- 2023年（令和5年）3月28日 - マリモと資本業務提携[33]。
- 2025年（令和7年）
  - 3月1日 - 同日付で横浜市中区の複合施設「横浜ワールドポーターズ」の管理・運営及び開発を担う横浜インポートマートを吸収合併、これにより同社は解散となり、同日以降の管理・運営及び開発は当社が承継[34]。
  - 7月1日 - イオンとの株式交換により、イオンの完全子会社となった[35][36][37][38]。

### 運営・開発しているショッピングセンター
イオン（旧：ジャスコ、サティ）等の総合スーパーを核店舗とし、サブ核として家電、スポーツ等の大型専門店を配置。100店以上の専門店モールで両核を結ぶリージョナル型（広域商圏型）のモール型ショッピングセンターを得意としている。シネマコンプレックスも積極的に導入。敷地面積10万m2以上、商業施設面積6万m2以上、駐車台数3,500台以上をプロトタイプとし、郊外、準郊外を中心に展開している。イオン株式会社や旧ダイヤモンドシティとの関連で、三菱商事や不動産投資信託を行う日本リテールファンド投資法人（現日本都市ファンド投資法人）などの三菱グループとの提携を継続しており、海外進出戦略を含め、両グループの共同で一部のショッピングセンターを開発・運営している。
プロパティマネジメントも手掛けており、2009年にJR東日本からペルチ土浦の運営を受託、2010年に京都駅南西のイオンモールKYOTO（旧称：ヴィノワ）の運営を受託、2015年に甲府市中心部にあるココリの運営を受託するなど、得意としている郊外、準郊外型商業施設のみならず駅ビルや都心型商業施設の運営も手掛けている。
ショッピングセンター開発では、同じイオングループ内に総合スーパーや大型モール（2015年開業のイオンモールとなみなど）を開発するイオンリテールや、ネイバーフッド型のイオンタウンがあるが、特に棲み分けはなく、グループ内で顧客や用地の取り合いになることもある。また、西日本では平和堂の展開するアル・プラザ、イズミの展開するゆめタウン、ユニーの展開するモール型ショッピングセンター（○○ウォーク××）、イトーヨーカ堂・三井物産連合の展開するアリオなどとの競争も激化している。
ショッピングセンターを建設すると人が集まるうえ消費が伸び、周囲の地価も上がるため、税収増や街の活性化のために誘致されるケースもある。他方で周辺市町村や商店街からは、街の衰退が起こる、周辺道路の渋滞が発生する等として反対されるケースが多い。福島県伊達市への建設計画では、伊達市が誘致し、福島市など周辺自治体が反対を表明している。
同社の展開するショッピングセンターには、元々「イオン○○ショッピングセンター」と名乗っていたものと、それ以外の名称のショッピングセンター（旧ダイヤモンドシティ系など）とがあったが、2007年9月22日、京都ファミリー・ならファミリー、大津ショッピングプラザを除く全ての施設の名称が「イオンモール○○」に変更された。後にイオンリテールが管理・運営するモール型ショッピングセンターも「イオンモール○○」に変更され、2013年11月には管理・運営主体もイオンモールに移管された。
2022年7月時点でのモール及び店舗数は日本国内では北海道2(イオンモール・カテプリ)、東北16(イオンモール15・オーパ1)、関東38(イオンモール31・オーパ4・ビブレ1・その他2)、中部29(イオンモール27・オーパ1・その他1)、近畿41(イオンモール34・イオンショッピングセンター2・オーパ2・ビブレ1・その他2)、中国・四国16(イオンモール14・THE OUTLETS1・その他1)、九州・沖縄15(イオンモール12・オーパ2・THE OUTLETS1)の計157。海外では中国23、ベトナム7、カンボジア3、インドネシア6の計39となる。
このうち、愛知県のmozoワンダーシティ、兵庫県の神戸ハーバーランドumieはプロパティマネジメントによる運用である。
当社が運営する「イオンモール」「イオンショッピングセンター」を冠するSCの殆どは、「イオン」又は派生業態の「イオンスタイル」を核店舗としているが、イオンレイクタウンkaze棟はマルエツが運営する「マルエツ」、イオンモールKYOTOは光洋が運営する「KOHYO」、イオン藤井寺ショッピングセンターはダイエーが運営する「イオンフードスタイル」、イオンモール新利府 北館はイオンビッグが運営する「ザ・ビッグ」を核店舗とするような例もある。イオンモール北大路と横浜ワールドポーターズ（旧・ワールドポーターズビブレ）はそれぞれビブレから転換された店舗のため、特定の核店舗を持たない（北大路の食品スーパー部分としては光洋が運営する「KOHYO」がビブレ時代から営業している）。なお、北海道・東北・九州・沖縄の「イオン」については、イオン北海道・イオン東北・イオン九州・イオン琉球がそれぞれ運営する。
各SCの概要等についてはCategory:イオンモールの各SCの詳細記事を参照。

### 今後のオープン予定

#### 日本
- 2025年にオープン予定

  - 取手市桑原地区土地区画整理事業（仮称:イオンモール取手）（茨城県取手市）
    - 2018年1月に事業協力者としてイオンタウンとのJVが選定された。2024年度に着工し、2025年度に開業を予定。敷地面積は約676,000m²を予定している[41]。

  - イオンモール須坂（長野県須坂市）[42]
    - 2025年10月3日オープン予定[42]。須坂長野東インターチェンジ周辺地区に建設予定で[42]、敷地面積は約167,000m2となる[43]。

  - イオンモール仙台上杉（宮城県仙台市青葉区）[44]
    - 2025年10月8日オープン予定[44]。東北大学農学部雨宮キャンパス跡地に建設予定で、敷地面積は約3万3000m2を予定している[44][45]。

- 2026年にオープン予定
  - （仮称）八王子インターチェンジ北（東京都八王子市）
    - 中央自動車道 八王子ICを下りてすぐの新滝山街道沿い。当初は2014年、その後延期し2016年のオープンを予定していたが、再延期となり、工事休止中の看板が貼られていた[46][47]。その後、2020年7月には当社発注による「イオンモール八王子新築外周道路整備工事」を開始。また2021年12月に計画の概要が発表され、2023年春に着工。A街区商業棟及びB街区は2026年春、A街区CFC棟は2026年秋開業予定。敷地面積はA街区約65,000m2、B街区約29,000m2[48][49]。
    - イオン初の次世代スーパーとなるイオンネクストの物流施設も併設し、英国のオカドグループとも提携を行う[50][51][52]。

  - イオンモール伊達（福島県伊達市）[53][54]
    - 2026年下期オープン予定[53]。国道4号沿いで東北中央自動車道伊達桑折インターチェンジ近くの堂ノ内地区に建設予定。敷地面積は170,699m2、店舗面積は60,000m2を予定している[55]。
- 2027年にオープン予定
  - イオンモール郡山（福島県郡山市）
    - 2027年春オープン予定[56]。2023年に閉店したショッピングモールフェスタの跡地に建設する。店舗の運営は日和田ショッピングモールが担当する。敷地面積は約160,000m2、店舗面積は約97,000m2を予定している[57][58]。

#### 世界
中国
- （仮称）イオンモール天津武清
- （仮称）イオンモール広州金沙洲
- イオンモール河北燕郊
- （仮称）イオンモール武漢石橋

### 中止された計画
- イオンモール野田（千葉県野田市）[60] → センコー/イオン北関東RDC、野田船形ショッピングセンター（イオンタウン）
  - 同市内のジャスコ（現・イオン）ノア店及びロックタウン（現・イオンタウン）野田七光台との競合を避けるために、核店舗は総合スーパー業態ではなく百貨店業態とする予定であった。当計画地が面している国道16号を西に7km余り向かった位置にはイオンモール春日部が2013年3月5日に開業している。
- イオンモール松前（愛媛県伊予郡松前町）→他社との競争に敗退
  - 日本たばこ産業の工場跡の20万平米の広大な敷地を巡って、フジグランなどを手掛けている地元のフジ、およびゆめタウンなどを手掛けている隣県地盤のイズミという中四国勢と、イオンが競売で対立した。[要出典]松山市のベッドタウンという好立地だったが、最終的に地元のフジに落札を許す結果となり、2008年に中四国最大級のショッピングモールであるエミフルMASAKIが開業した（ただし、後にフジがイオングループに参入したため、エミフルMASAKIもイオングループの商業施設に属することになった）[注 7]。
- イオン湯川ショッピングセンター（福島県河沼郡湯川村）→条例により断念
  - イオンにより開発が予定されていたが、「福島県商業まちづくりの推進に関する条例」により断念した。
- イオンモール瑞穂（岐阜県瑞穂市）→撤回、後にイオン系の別形態で出店
  - 200店舗のモール型SC。イオンリテールにより2011年春を目処に開発が予定されていたが撤回された。その後、カーマ21（現・DCM21）穂積店と、マックスバリュ穂積店[注 8]、ジョーシン瑞穂店等が開業した。
- イオンモール高崎駅前（群馬県高崎市）→OPAとして出店
  - 「高崎ビブレ」跡地と周辺敷地を一体化させた新たな商業施設として建設される。敷地面積7400m2、延床面積4万5000m2を予定、当初はイオンモールとしての出店を予定していたが、2017年秋に高崎オーパとして出店することになった[62]。
- ダイエー神戸三宮（兵庫県神戸市中央区）→OPAとして出店
  - ダイエー神戸三宮店の第2期リニューアル計画として、同店舗の2～9階を賃借する計画であったが[63]、2017年春に三宮オーパ2として出店することになった[64]。
- イオン新三田ショッピングセンター（兵庫県三田市）→市・商工会の反対により断念
  - 新三田駅前に開発が予定されていたが、市と商工会の反対により断念した。近くにあるイオン三田ウッディタウン店（当時は三田ウッディタウンサティ）も同じく反対されていたが反対していなかった周辺住民と自治会が、通産省に乗り込み許可された。だが、イオン新三田ショッピングセンターについては許可されなかった。その後、2006年に隣接する神戸市北区にイオンモール神戸北（当時はイオン神戸北ショッピングセンター）が開業した。
- イオンモール那珂（茨城県那珂市）→白紙撤回
  - まちづくり3法施行の関係で着工などが遅れ[65]、白紙。最終的に既存の店舗（イオン那珂町店）を改装することで落ち着いた。その後、イオンは新型コロナウイルスによる市場情勢の変化や地権者の同意が得られなかったことから同地での開発を完全に断念し、他社に事業を継承したことを2022年7月に那珂市に通知した[66]。
- 富山県新湊市（現・射水市）に計画していたイオンモールの規模を持つ店舗→進展無し
  - 2004年2月中旬に地元側に用地交渉および進出の意向を伝えた。その内容は、新湊市作道地区の道の駅カモンパーク新湊より東側に敷地面積66,000m2 - 99,000m2の敷地に店舗面積19,800m2 - 33,000m2の1階建ての店舗（駐車場は1,500 - 2,500台分）を建設、もしくは敷地面積132,000m2 - 165,000m2の敷地に店舗面積66,000m2の2階建ての店舗（駐車場は3,500 - 4,500台分）を建設するというものである。当時はPLANTも同地に出店を計画しており[67]、自治会が行った地権者と自治委員それぞれ対象に行った出店の是非を問うアンケートでは、結果は（イオン、PLANT）いずれも9割以上が賛成だったものの[68]、2025年現在、出店に関する動きは全く見られていない。
- 福井県鯖江市に計画していたイオンモール→白紙撤回
  - 2006年から2007年頃に計画していたが、福井県や周辺市、既存商業施設が反対した事に加え、イオンとしても出店に積極的では無かった事もあり、頓挫した[69][70]。
- 徳島県板野郡松茂町に計画していたイオンモール[71]→中止
  - 2008年から2009年頃に計画していた。イオンは当初、25ヘクタール分の地権者と交渉を進めていたものの、一部地権者が反発した為、14ヘクタールで計画が進められていた。その14ヘクタールの地権者とは、既に用地確保に関する合意がほぼ完了していた。条件面等の最終的な話し合いが持たれた。その後、2025年3月現在、大規模店舗法にのっとった申請がなされていないため、中止と推定される。

### かつて手がけていた施設
- ペルチ土浦（茨城県土浦市 土浦駅ビル）
  - 現・プレイアトレ土浦。2009年7月24日より当社がプロパティマネジメントを開始するも、2011年に撤退（アトレの運営に変更）。
- 東住吉ショッピングセンター
  - 建て替え後、跡地は2005年に「イオン喜連瓜破ショッピングセンター」として再開業（当社は運営していない）。
- あびこショッピングプラザ（千葉県我孫子市）
  - ダイヤモンドシティがプロパティマネジメントを担当。核テナントはセブン&アイグループのエスパ。
- エスパ川崎
  - ダイヤモンドシティがプロパティマネジメントを担当。
- 鳥取グリーンシティ
- 名西ショッピングセンター
  - 建て替え後、跡地は2013年に「イオンタウン名西」として再開業（当社は運営していない）。
- 横須賀APT
- 京都ファミリー
  - 2013年2月28日でプロパティマネジメントの契約を終了。
- ならファミリー
  - 2018年2月28日で管理・運営業務受託契約が終了。
- ショッピングセンター ソヨカふじみ野
  - 2018年2月20日で管理・運営業務受託契約が終了。現・日本エスコン運営のトナリエ ふじみ野
- カテプリ
  - 2016年より当社が運営を開始したものの、2024年6月30日をもって当社としての運営を終了。翌7月1日からは札幌副都心開発公社（施設保有者でもある）が運営する[72][31]。